# Midnight Club 3: DUB Edition Remix
Midnight Club 3: DUB Edition Remix (с англ. — «Полночный клуб 3: DUB-издание Ремикс») — переиздание видеоигры Midnight Club 3: DUB Edition в жанре аркадных авто- и мотогонок, вышедшее 13 марта 2006 года в Северной Америке и 17 марта того же года в Европе для приставок Xbox и PlayStation 2. С 19 декабря 2012 года Midnight Club 3: DUB Edition Remix была доступна в сервисе PlayStation Store в разделе «PS2 Classics» для консоли PlayStation 3. Официальным дистрибьютором аркады в России, странах СНГ и Восточной Европы выступила компания «СофтКлаб».
Переиздание включает в себя новый город — столицу Японии Токио, в котором предусмотрены отдельные заезды, служащие продолжением сюжетной линии оригинальной игры. Геймплей содержит основные черты Midnight Club 3: DUB Edition — необходимо принимать участие в незаконных гонках по городским дорогам, зарабатывая деньги для покупки и улучшений транспортных средств, с целью получить титул лучшего уличного гонщика. Тем не менее, были внесены некоторые изменения и улучшения, например новые виды турниров и заездов.
О разработке Midnight Club 3: DUB Edition Remix стало известно в начале 2006 года. Представители Rockstar Games включили в переиздание больше заездов, транспортных средств и музыкальных композиций. Как и в случае с оригинальной игрой, пресса оставила положительные отзывы о Midnight Club 3: DUB Edition Remix: к достоинствам журналисты отнесли большое количество дополнительного контента, но критике подверглись некоторые проблемы оригинала, в частности несбалансированный уровень сложности.

## Игровой процесс

Гонка типа Ordered на Gemballa GT 750 в Токио. Данные автомобиль и город отсутствовали в оригинальной игре и впервые были включены в состав переиздания

Midnight Club 3: DUB Edition Remix представляет собой аркадную гоночную игру, выполненную в трёхмерной графике, и в которой игроку следует участвовать в уличных гонках и свободно разъезжать в реальных городах.
Переиздание включает в себя столицу Японии — город Токио, который доступен как в режиме «Аркада» (англ. Arcade), в мультиплеере и в редакторе, так и в новом, отдельном для него режиме — «Вызов Токио» (англ. Tokyo Challenge). В отличие от карьеры в американских городах игры, в режиме «Вызов Токио» нет разъезжающих по улице гонщиков, собираемых логотипов компании Rockstar Games и перевозочных транспортных пунктов для перемещения в другие города, а также отличаются виды гоночных соревнований — они подразделяются на токийские гонки, клубные турниры и классовые турниры. Токийские гонки не имеют требований к транспортному средству и путём побед в них открывают доступ к новым турнирам. Клубные турниры требуют определённый тип транспортных средств и состоят из нескольких поочерёдно проходящих заездов, причём перезапустить заново можно лишь весь турнир; после каждого заезда в зависимости от занятого места участникам начисляется определённое количество очков, а побеждает в турнире тот, кто набрал в нём очков больше других участников. Классовые турниры аналогичны клубным, но требования предъявляются не к типу, а к классу транспортного средства. При победе в каждом из клубных и классовых турниров игрок награждается призовым автомобилем или мотоциклом, включённым в переиздание, в то время как часть новых транспортных средств доступна изначально. Как и в городах США, в Токио есть гараж, служащий для различных действий с транспортными средствами (например, для их покупки и усовершенствования); его владельцем является Томоя (актёр озвучивания и захвата движения — Джеймс Яэгаси), недовольный своим механиком Тоси. Кроме того, игра действует с сохранением прогресса оригинальной Midnight Club 3: DUB Edition, тем самым позволяя игроку продолжить прохождение и «Вызов Токио».

## Разработка и выход переиздания
Впервые о Midnight Club 3: DUB Edition Remix стало известно 30 января 2006 года, но от Rockstar Games не поступило комментариев о выпуске проекта. 3 февраля состоялся анонс переиздания, которое включает 24 новых автомобиля и мотоцикла от таких производителей, как GMC, Infiniti, Pagani, Scion и других, а также новый город — Токио, который уже присутствовал в предыдущей части серии — Midnight Club II, больше одиночных и сетевых заездов и 25 новых лицензированных музыкальных композиций саундтрека.
Мы в восторге от отклика, полученного на Midnight Club 3: DUB Edition, и хотели бы дать что-то особенное фанатам, которые поддерживали серию на протяжении многих лет.
Оригинальный текст (англ.)We are thrilled with the response Midnight Club 3: DUB Edition received, and we wanted to be able to give something extra to the fans who have supported the series throughout the years.Дэн Хаузер, творческий вице-президент Rockstar Games
Выход Midnight Club 3: DUB Edition Remix состоялся 13 марта 2006 года в Северной Америке, где игра распространялась под статусами «Platinum Hits» и «Greatest Hits» для приставок Xbox и PlayStation 2 соответственно, а в Европе игра вышла 17 марта того же года. За распространение в России, странах СНГ и Восточной Европы, как и в случае с оригинальной игрой, была ответственна компания «Софт Клаб». 19 декабря 2012 года Midnight Club 3: DUB Edition Remix вышла на PlayStation 3 и была доступна в сервисе PlayStation Store в разделе «PS2 Classics».

## Оценки и мнения
| Сводный рейтинг       | Сводный рейтинг       | Сводный рейтинг       |
| Издание               | Оценка                | Оценка                |
| Издание               | PS2                   | Xbox                  |
| --------------------- | --------------------- | --------------------- |
| GameRankings          | 85,57 %               | 87,14 %               |
| Game Ratio            | 85 %                  | 87 %                  |
| Metacritic            | 85/100                | 87/100                |
| MobyRank              | 86/100                | 88/100                |
| Иноязычные издания    |                       |                       |
| Издание               | Оценка                | Оценка                |
| Издание               | PS2                   | Xbox                  |
| 1UP.com               | 9/10                  | 9/10                  |
| AllGame               | [ 19 ]                | [ 20 ]                |
| Eurogamer             | 7/10                  | N/A                   |
| Game Informer         | 9,5/10                | 9,5/10                |
| GameSpot              | 8,2/10                | 8,2/10                |
| GameSpy               | [ 25 ]                | [ 26 ]                |
| GamesRadar+           | 9/10                  | 9/10                  |
| GameZone              | N/A                   | 8,6/10                |
| IGN                   | 8,8/10                | 8,8/10                |
| OXM                   | N/A                   | 8,5/10                |
| PALGN                 | 7,5/10                | N/A                   |
| Play (UK)             | 8,5/10                | 8,5/10                |
| VideoGamer            | 8/10                  | 8/10                  |
| Русскоязычные издания |                       |                       |
| Издание               | Оценка                | Оценка                |
| Издание               | PS2                   | Xbox                  |
| Консоль               | 7,8/10                | 7,8/10                |
| Награды               |                       |                       |
| Издание               | Награда               | Награда               |
| GameSpy               | Editors’ Choice Award | Editors’ Choice Award |
| IGN                   | Editors’ Choice Award | Editors’ Choice Award |

Midnight Club 3: DUB Edition Remix, как и оригинальная игра, получила положительные отзывы от критиков. На сайтах Metacritic и GameRankings средняя оценка составляет 87/100 и 87,14 % в версии для Xbox, 85/100 и 85,57 % в версии для PlayStation 2. Журналистам понравилось, что игроки могут получить больше возможностей и контента, чем в оригинале, за меньшую цену, но при этом обозреватели также хотели бы видеть значительные улучшения и изменения в уровне сложности. Midnight Club 3: DUB Edition Remix получила награду «Выбор редакции» от таких изданий, как GameSpy и IGN. В марте 2013 года игра заняла четвёртую строчку чарта продаж сервиса PlayStation Network в разделе «Top 5 PlayStation 2 Classics», а в феврале 2014 года — так же четвёртую строчку, в разделе «Top Five Classics».
Новый контент, добавленный в переиздание, удостоился позитивных оценок от рецензентов. Так, представитель сайта IGN Дуглас Перри отметил, что дополнительный режим в Токио «расширяет веселье», которое игра предлагает в длинном одиночном и технически впечатляющем онлайн-режиме, а также похвалил добавленные в переиздание транспортные средства и 25 новых «сладких» песен. Журналисты Game Informer назвали новый контент отличным дополнением, и были приятно впечатлены режимом в Токио (который, по словам обозревателей, такой же интенсивный и приятный, как другие города игры) и интересными дополнительными транспортными средствами, а ещё большее количество композиций саундтрека, по их словам, делает его «практически непобедимым». Схожее мнение высказал Алекс Наварро, критик GameSpot, который заметил, что весь великолепный геймплей, презентационные элементы и особенности оригинала в этой версии сохранены: к достоинствам были отнесены новый город Токио, включающий в себя множество новых гонок для игры, «целая куча» новых машин и песен саундтрека, «и всё это лишь за $20». Рецензент GamesRadar Ренди Нельсон выделил те же достоинства, охарактеризовав переиздание как «первоклассную гоночную игру в аркадном стиле по цене неудачника». Дакота Грабовски (GameZone) назвал новые машины, песни и режим в Токио весомым поводом для покупки переиздания. Брайан Уильямс, критик GameSpy, отметил, что Midnight Club 3: DUB Edition Remix — это «та же превосходная гоночная игра с несколькими крутыми дополнениями», и за меньшую цену. Представительница Eurogamer, Элли Гибсон, заявила, что «вы получаете больше за меньшие деньги»: она посчитала режим в Токио наиболее примечательным дополнением, а также похвалила дополнительные транспортные средства и онлайн-заезды, однако новые песни посчитала дрянными и не очень впечатляющими. В Official Xbox Magazine назвали Midnight Club 3: DUB Edition Remix правильным способом перевыпустить игру под статусом «Platinum Hits». «[Игра] наполнена вещами, которые будут чертовски сводить вас с ума…» — заключила редакция журнала Play, написав, что переиздание получилась лучше оригинальной версии. Это мнение в целом разделил Крис-Ли, рецензент PALGN, отметив, что переиздание может показаться нелепым, но наличие нового контента при пониженной цене делает его намного лучше, чем обычные переиздания, выходящие без каких-либо дополнений. Мэт Леон (1UP.com) высказал мнение, что Midnight Club 3: DUB Edition Remix, помимо дополнительного контента, «содержит всё то, что сделало оригинал звёздной соревновательной игрой». «Обновленный автопарк, новый город с новыми же трассами, саундтреком плюс оригинальный Midnight Club 3 — очень выгодное приобретение» — заключила редакция журнала «Консоль».
Несмотря на положительные отзывы о дополнениях, критике было подвержено наличие недостатков, присущих оригинальной Midnight Club 3: DUB Edition, и отсутствие существенных улучшений. Наварро заметил, что все проблемы оригинальной Midnight Club 3 в переиздании остались прежними, новые гонки отличаются повышенной сложностью («будьте готовы к трудным прогулкам по улицам Токио»), а также к минусам было отнесено отсутствие автомобилей производителя Subaru. Гибсон, напротив, отметила, что одна из главных проблем оригинальной игры — тот факт, что она не представляла особой сложности, и это в какой-то степени компенсируется тем фактом, что в гонках Токио труднее выиграть. Перри упомянул, что графика в переиздании спустя год смотрится уже не так красиво, хотя и по-прежнему визуально впечатляет происходящим на экране. Аналогичные недочёты графики отметил и Крис-Ли, по мнению которого автомобили вряд ли слишком поражают воображение, а меню можно было бы и переосмыслить; объектом разочарования стала также и несбалансированная сложность (названная слабейшим аспектом игры), предполагающая заучивание маршрутов и умение быстро реагировать на высокой скорости, но, при этом, позволяющая в большинстве гонок всегда обогнать соперников, особенно на прямых дорогах. Уильямс выявил похожие недостатки, в частности, возможные трудности увидеть дорогу на действительно высоких скоростях и всё ещё случающиеся замедления кадровой частоты. Нельсон отнёс к минусам «иногда сумасшедший ИИ» и не такие обширные возможности модификации у мотоциклов, как у автомобилей. Леон, как и остальные рецензенты, отметил намного более высокий уровень сложности в Токио: «Remix…ориентирован на ярых поклонников серии, а не только на игроков, которые очарованы Токио». Кроме того, обозреватели сошлись во мнении, что если игрок уже купил оригинальную Midnight Club 3: DUB Edition, то нового контента в Midnight Club 3: DUB Edition Remix всё же недостаточно для повторной платы за переиздание.